# اسکار رومرو

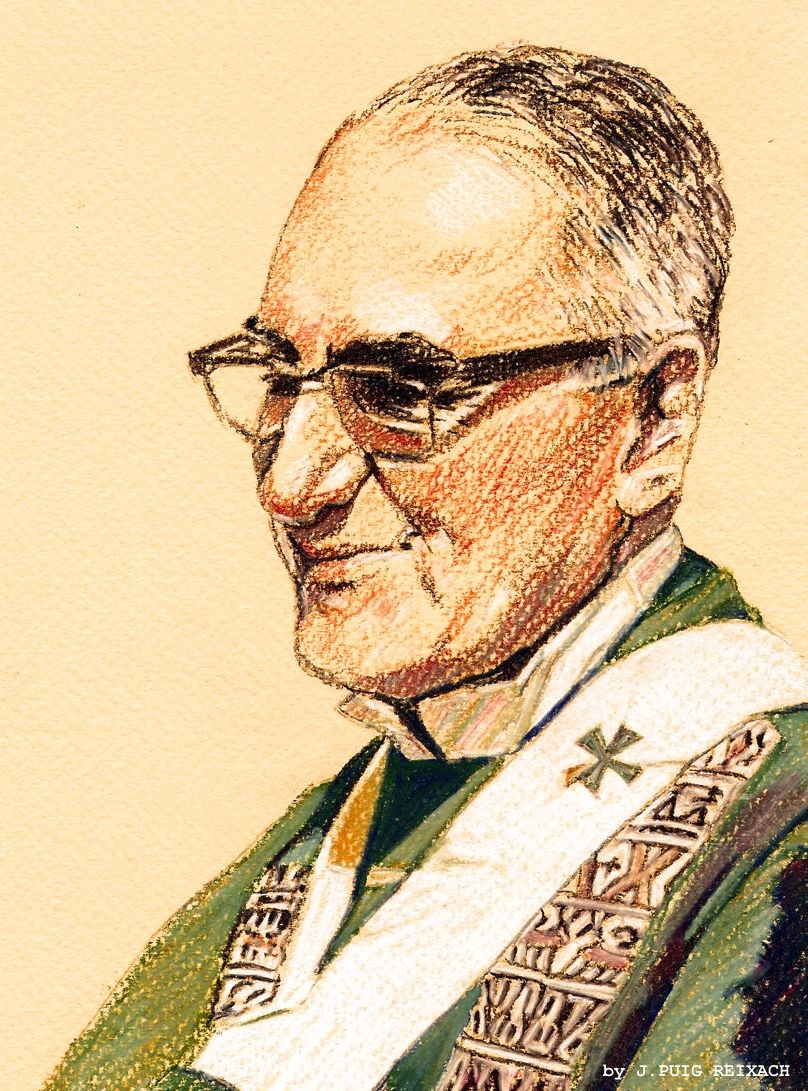
Óscar Romero (pastel)

اسکار آرنولفو رومرو ای گالدامز (Óscar Arnulfo Romero y Galdámez)‏ (۱۵ اوت ۱۹۱۷–۲۴ مارس ۱۹۸۰) اسقف کلیسای کاتولیک السالوادور بود که در سال ۱۹۸۰ در پی یک سوءقصد سیاسی به قتل رسید.
در جریان درگیری‌های دولت با مخالفان چپگرا، با اینکه ارتش، اسکار رومرو را به مرگ تهدید کرده بود، وی همچنان سربازان را خطاب قرار می‌داد تا هنگامی که دستور تیراندازی به سوی مردم داده می‌شود، از افسرانِ ارشدشان اطاعت نکنند. رومرو، اسقف اعظم السالوادور، در ماه مارس ۱۹۸۰ در مقابل در کلیسای مرکزی سان سالوادور توسط جوخه‌های مرگ فعال در این کشور به قتل رسید.
فیلم سینمائی «رومرو» در سال ۱۹۸۹ ساخته شد و طی ۲۰ سال اجازه نمایش در السالوادور را به دست نیاورد. یک کمیته حقیقت‌یاب سازمان ملل متحد نهایتاً در سال ۱۹۹۳، سرگرد «روبرتو دابوئیسون» را در شرایط که وی یکسال پیش از آن بر اثر بیماری سرطان درگذشته بود، مسئول قتل اسقف رومرو معرفی کرد.
در سال ۱۹۹۷، پاپ ژان پل دوم به رومرو لقب خادم خدا را اعطا کرد و کلیسا طی پژوهشی آمرزیده شدن وی را مورد بررسی قرار داد تا اینکه توسط پاپ بندیکت شانزدهم در سال ۲۰۱۲ آمرزش وی را تأیید کرد. رومرو در ۳ فوریه ۲۰۱۵ توسط پاپ فرانسیس به عنوان شهید اعلام شد و راه را برای برگزاری مراسم او در ۲۳ مه ۲۰۱۵ هموار کرد. پاپ فرانسیس در جریان جشن مبارک رومرو اعلام کرد که «وزارت او با توجه خاص خود به فقیرترین و حاشیه نشین‌ترین افراد متمایز است.» پاپ فرانسیس در ۱۴ اکتبر ۲۰۱۸ رومرو را مقدس کرد.
رومرو که در زمان انتصابش به عنوان اسقف اعظم در سال ۱۹۷۷ به عنوان یک محافظه کار اجتماعی دیده می‌شد، عمیقاً تحت تأثیر قتل دوست و کشیش همکار خود روتیلیو گرانده قرار گرفت و پس از آن به یک منتقد صریح دولت نظامی السالوادور تبدیل شد. رومرو که از سوی حامیان رهایی‌بخش الهیات مورد استقبال قرار گرفت، به گفته زندگی‌نامه‌نویس خود، که «علاقه‌ای به الهیات رهایی‌بخش نداشت» اما صادقانه به آموزه‌های کاتولیک در مورد آزادی و یک گزینه ترجیحی برای فقرا پایبند بود و خواستار یک انقلاب اجتماعی مبتنی بر اصلاحات داخلی بود. تا پایان عمر، زندگی معنوی او بیشتر از معنویت اوپوس دی نشأت می‌گرفت.
در سال ۲۰۱۰، مجمع عمومی سازمان ملل متحد، ۲۴ مارس را به عنوان «روز بین‌المللی حق بر حقیقت در مورد نقض فاحش حقوق بشر و کرامت قربانیان» در به رسمیت شناختن نقش رومرو در دفاع از حقوق بشر اعلام کرد. رومرو فعالانه نقض حقوق بشر آسیب پذیرترین افراد را محکوم کرده بود و از اصول حفاظت از زندگی، ارتقای کرامت انسانی و مخالفت با انواع خشونت دفاع کرد. اسقف اعظم خوزه لوئیس اسکوبار آلاس، یکی از جانشینان رومرو به عنوان اسقف اعظم متروپولیتن اسقف اعظم کاتولیک روم سن سالوادور، السالوادور، از پاپ فرانسیس خواست تا رومرو را دکتر کلیسا معرفی کند، که این تصدیق کلیسا است که آموزه‌های دینی او ارتدوکس است. و تأثیر بسزایی در فلسفه و کلام آن داشت.
گروه‌های کلیساهای آمریکای لاتین اغلب رومرو را به عنوان قدیس غیررسمی قاره آمریکا و السالوادور معرفی می‌کنند. کاتولیک‌های السالوادور اغلب از او به عنوان سن رومرو و همچنین مونسنور رومرو یاد می‌کنند. خارج از مذهب کاتولیک، رومرو توسط دیگر فرقه‌های مسیحی، از جمله کلیسای انگلستان و عشای انگلیکن، از طریق تقویم در عبادت مشترک، و همچنین در حداقل یک تقویم مذهبی لوتری مورد احترام قرار می‌گیرد. رومرو همچنین یکی از ده شهید قرن بیستم است که در مجسمه‌های بالای در بزرگ غربی کلیسای وست مینستر در لندن به تصویر کشیده شده‌است.

## زندگی‌نامه

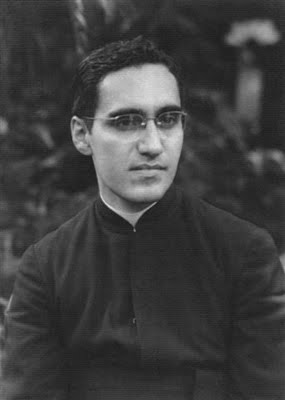
رومروی جوان در ۱۹۴۱

اسکار رومرو در ۱۵ اوت ۱۹۱۷ در خانواده سانتوس رومرو و گوادالوپ د ژسوس گالدامز در سیوداد باریوس در بخش سن میگل السالوادور به دنیا آمد. در ۱۱ مه ۱۹۱۹، رومرو در یک سالگی توسط کشیش سیسیلیو مورالس در کلیسای کاتولیک غسل تعمید داده شد.
رومرو وارد مدرسه دولتی محلی شد که فقط کلاس‌های اول تا سوم را ارائه می‌کرد. وقتی رومرو تحصیلات دولتی را به پایان رساند، تا سیزده سالگی تحت آموزش خصوصی معلمی به نام آنیتا ایگلسیاس قرار گرفت. در این مدت پدر رومرو او را در نجاری آموزش داد. رومرو به عنوان یک شاگرد مهارت استثنایی نشان داد. پدرش می‌خواست پسرش مهارتهای حرفه‌ای بیاموزد، چرا که در السالوادور تحصیل به ندرت منجر به استخدام می‌شد، با این حال، رومرو ایده تحصیل برای کشیش را مطرح کرد، که کسانی را که او را می‌شناختند تعجب نکرد.